# Dionysios (Epiker)
Dionysios war ein griechischer Epiker. Er war Verfasser einer Bassarika (Βασσαρικά) in mindestens 14 Büchern, sowie einer Gigantias (Γιγαντιάς) in mindestens 7 Büchern. Seine Werke sind nicht erhalten, einige Fragmente sind bei Stephanos von Byzanz überliefert.
Die Bassarika, die den Indienfeldzug des Dionysos behandeln, waren eine von Nonnos von Panopolis für dessen Dionysiaka stark benutzte Quelle. Vor allem der Inderkatalog des 26. Gesangs verdankt seine Details hauptsächlich Dionysios.
Die Gigantias schildert den Kampf des Herakles mit dem Giganten Alkyoneus auf Pallene, sowie dessen Vorgeschichte (Fahrt des Herakles von Troja nach Kos, Raub der Rinder des Helios durch Alkyoneus).
Von seinen Lebensdaten ist nichts bekannt. Seine Werke stammen frühestens aus hellenistischer Zeit, spätestens aus dem 3. oder 4. Jahrhundert n. Chr., da ein Papyrus mit Fragmenten seines Werkes aus dieser Zeit existiert. Aus der relativ altertümlichen Geographie, die den Bassarika zugrunde liegt, kann jedoch auf eine relativ frühe Entstehung in hellenistischer Zeit geschlossen werden.

## Ausgaben
- Ernst Heitsch: Die griechischen Dichterfragmente der römischen Kaiserzeit. Band 1. Abhandlungen der Akademie der Wissenschaften in Göttingen, Philologisch-Historische Klasse, Folge 3, Nr. 49. Vandenhoeck & Ruprecht, Göttingen 1961.
- Henricus Enrico Livrea: Dionysii Bassaricon et Gigantiadis fragmenta, cum prolegomenis italica versione et indicibus. Ateneo, Rom 1973.